# جک آنتونوف
جک مایکل آنتونوف (انگلیسی: Jack Michael Antonoff؛ زادهٔ ۳۱ مارس ۱۹۸۴) خواننده، موسیقی‌دان، ترانه‌نویس و تهیه‌کنندهٔ موسیقی آمریکایی است. آنتونوف خوانندهٔ اصلی بند ایندی پاپ بلیچرز، و یکی از گیتاریست و درامرهای بند ایندی راک فان بوده‌است. او پیش‌تر خوانندهٔ اصلی بند ایندی راک استیل‌ترین بود. او علاوه بر همکاری با بلیچرز و فان، به‌عنوان تهیه‌کنندهٔ و ترانه‌نویس با خواننده‌های گوناگونی از جمله تیلور سوئیفت، لرد، سنت وینسنت، لانا دل ری، کوین ابسترکت، کارلی ری جپسن، د چیکس، کلرو و تروی سیوان کار کرده‌است.
آنتونوف نامزد دریافت یک جایزهٔ گلدن گلوب. او برندهٔ پنج جایزهٔ گرمی شده‌است که دو موردش برای کار با فان و دو موردش برای تهیه‌کنندگی بر آلبوم‌های ۱۹۸۹ (۲۰۱۴) و فولکلور (۲۰۲۰) از تیلور سوئیفت و یک مورد دیگر برای نوشتن ترانه هم‌عنوان آلبوم مسداکشن (۲۰۱۷) از سنت وینسنت بوده‌است. از آثار قابل توجهش می‌توان به تهیه‌کنندگی آلبوم‌های ملودراما (۲۰۱۷) و سولار پاور (۲۰۲۱) از لرد، نورمن فاکینگ راک‌ول! (۲۰۱۹) و رد هواپیما بالای کانتری کلاب (۲۰۲۱) از لانا دل ری و اعتبار (۲۰۱۷)، اورمور (۲۰۲۰) و بی‌باک (۲۰۲۱) از تیلور سوئیفت و همچنین گرمی ۲۰۲۴ برای البوم نیمه‌شب‌ها از تیلور سوییفت اشاره کرد.

## ترانه شناسی
| Outline - Outline (2000) - 6 Song Demo (2000) - A Boy Can Dream (2001) Steel Train - For You My Dear (2003) - Twilight Tales from the Prairies of the Sun (2005) - Trampoline (2007) - Steel Train Is Here (2009) - Steel Train (2010) فان. - Aim and Ignite (2009) - Some Nights (2012) بلیچرز - Strange Desire (2014) - Gone Now (2017) - Take the Sadness Out of Saturday Night (2021) - بلیچرز (2024) Red Hearse - Red Hearse (2019) Soundtracks - One Chance (2013) - پنجاه طیف تاریک‌تر: موسیقی متن فیلم اصلی (۲۰۱۷) - Love, Simon (2018) - Minions: The Rise of Gru (2022) - The New Look (2024) | به عنوان تهیه‌کننده - کارلی ری جپسن – اختصاصی (۲۰۱۹) - د چیکس – گازلایتر (۲۰۲۰) - کلرو – زنجیر (۲۰۲۱) - فلورنس اند د مشین – تب رقص (۲۰۲۲) - گریسی آبرامز – راز ما (۲۰۲۴) - کندریک لامار – جی‌ان‌ایکس (۲۰۲۴) - کوین ابسترکت – آریزونا بیبی (2019) - لانا دل ری – نورمن فاکینگ راک‌ول! (۲۰۱۹)، بنفشه روی چمن به پشت خم شد (۲۰۲۰)، رد هواپیما بالای کانتری کلاب (۲۰۲۱)، میدونستی که زیر بلوار اقیانوس تونلی هست (۲۰۲۳)، شخص مناسب خواهد ماند (۲۰۲۵) - لرد – ملودراما (۲۰۱۷), سولار پاور (۲۰۲۱) - سنت وینسنت – مسداکشن (۲۰۱۷)، بابا خونه است (۲۰۲۱) - سابرینا کارپنتر – مختصر و مفید (۲۰۲۴) - تیلور سوئیفت – ۱۹۸۹ (۲۰۱۴)، اعتبار (۲۰۱۷)، لاور (۲۰۱۹)، فولکلور (۲۰۲۰)، اورمور (۲۰۲۰)، بی‌باک (نسخه تیلور) (۲۰۲۱)، سرخ (نسخه تیلور) (۲۰۲۱)، نیمه‌شب‌ها (۲۰۲۲)، حالا صحبت کن (نسخه تیلور) (۲۰۲۳)، ۱۹۸۹ (نسخه تیلور) (۲۰۲۳)، دپارتمان شاعران رنج‌کشیده (۲۰۲۴) - د ناینتین سونتی فایو – خنده دار بودن در زبان خارجی (۲۰۲۲) |